# Ijeronim Uborewicz
Ijeronim Pietrowicz Uborewicz, ros. Иероним Петрович Уборевич, lit. Jeronimas Uborevičius (ur. 14 stycznia 1896 w miejscowości Antandraja na Litwie, zm. 12 czerwca 1937 w Moskwie) – radziecki dowódca wojskowy pochodzenia litewskiego, komandarm I rangi Armii Czerwonej, ofiara czystki stalinowskiej w Armii Czerwonej.

## Życiorys
Urodzony w litewskiej rodzinie chłopskiej. W 1912 r. ukończył szkołę realną w Dźwińsku, po czym rozpoczął studia na politechnice w Petersburgu. Pod koniec 1915 r. został powołany do Armii Imperium Rosyjskiego i skierowany do  Konstantynowskiej Szkoły Oficerskiej Artylerii, którą ukończył w 1916 r. Brał udział w I wojnie światowej jako dowódca plutonu w Syberyjskim zapasowym dywizjonie artylerii, a następnie starszy oficer baterii 15 dywizjonu artylerii ciężkiej w stopniu podporucznika.

### Udział w wojnie domowej w Rosji
Po rewolucji październikowej był jednym z organizatorów Czerwonej Gwardii w Besarabii, dowodził kompanią, następnie pułkiem czerwonych w walce z interweniującą armią rumuńską oraz z idącymi na wschód wojskami austro-węgierskimi. Ranny,  w końcu lutego 1918 r. dostał się do niewoli, z której zbiegł we wrześniu tego samego roku. Dotarł na front północny i został w Armii Czerwonej instruktorem artylerii oraz dowódcą kotłaskiej ciężkiej baterii haubic, a następnie brygady dźwińskiej. Od grudnia 1918 dowodził 18 dywizją strzelecką w 6 Armii, m.in. podczas operacji szenkurskiej. Za osobistą odwagę i umiejętne dowodzenie został po raz pierwszy odznaczony Orderem Czerwonego Sztandaru.
Od października 1919 r. do lutego 1920 r. dowodził 14 Armią. Dowodzone przez niego siły brały udział w powstrzymaniu marszu Sił Zbrojnych Południa Rosji pod dowództwem gen. Antona Denikina na Moskwę, uczestnicząc w październiku 1919 r. w operacji orłowsko-kromskiej. Następnie 14 Armia zajęła Kursk, w grudniu 1919 r. wspólnie z 12 Armią (dowodzoną przez Siergieja Mieżeninowa) odebrała białym Charków, po czym brała udział w zdobyciu Połtawy. W styczniu 1920 r. dowodzone przez Uborewicza oddziały wkroczyły kolejno do Chersonia, Mikołajowa i Wozniesieńska, otwierając tym samym drogę do odzyskania przez czerwonych Odessy, co nastąpiło na początku lutego tego samego roku.  
W marcu 1920 r. Uborewicza mianowano dowódcą 9 Armii (po śmierci jej dotychczasowego dowódcy, Aleksandra Stiepinia, na tyfus), w składzie Frontu Kaukaskiego, prowadzącej działania ofensywne przeciwko rdzeniowi wycofujących się wojsk Denikina. Odniósł zwycięstwa nad białymi pod Jekaterynodarem i Noworosyjskiem podczas operacji kubańsko-noworosyjskiej. W kwietniu 1920 r. ponownie został dowódcą 14 Armii i pozostał na tym stanowisku do lipca tego roku, walcząc w wojnie polsko-bolszewickiej. Następnie od lipca do listopada 1920 r. dowodził 13 Armią, w okresie, gdy powstrzymywała ona ostatnią ofensywę Armii Rosyjskiej Wrangla wyprowadzoną z Krymu, stoczyła bitwę pod Kachowką, a następnie przeszła do kontrofensywy zakończonej operacją perekopsko-czongarską i zdobyciem Krymu. Za sukcesy odniesione w starciach pod Nikopolem i Berdiańskiem otrzymał swój drugi Order Czerwonego Sztandaru.
W 1921 r. został zastępcą dowódcy wojsk Ukrainy i Krymu. W tym charakterze uczestniczył w rozbiciu sił Nestora Machno i likwidacji Wolnego Terytorium. Latem 1921 r. walczył z oddziałami Stanisława Bułak-Bałachowicza na Białorusi. Od sierpnia 1921 r. dowodził 5 Armią we Wschodnio-Syberyjskim Okręgu Wojskowym, w sierpniu – listopadzie 1922 r. był ministrem obrony Republiki Dalekiego Wschodu i naczelnym dowódcą jej sił zbrojnych (Ludowej Armii Rewolucyjnej). Opracował plan operacji nadmorskiej; 25 października 1922 r. dowodzone przez niego oddziały wkroczyły do Władywostoku, zaś w listopadzie tego samego roku obszar republiki został włączony do Rosji Radzieckiej. Po sukcesie operacji nadmorskiej otrzymał Order Czerwonego Sztandaru po raz trzeci. Oprócz tego podczas wojny domowej otrzymał honorową broń rewolucyjną w 1920 r.

### Dalsza kariera wojskowa w ZSRR

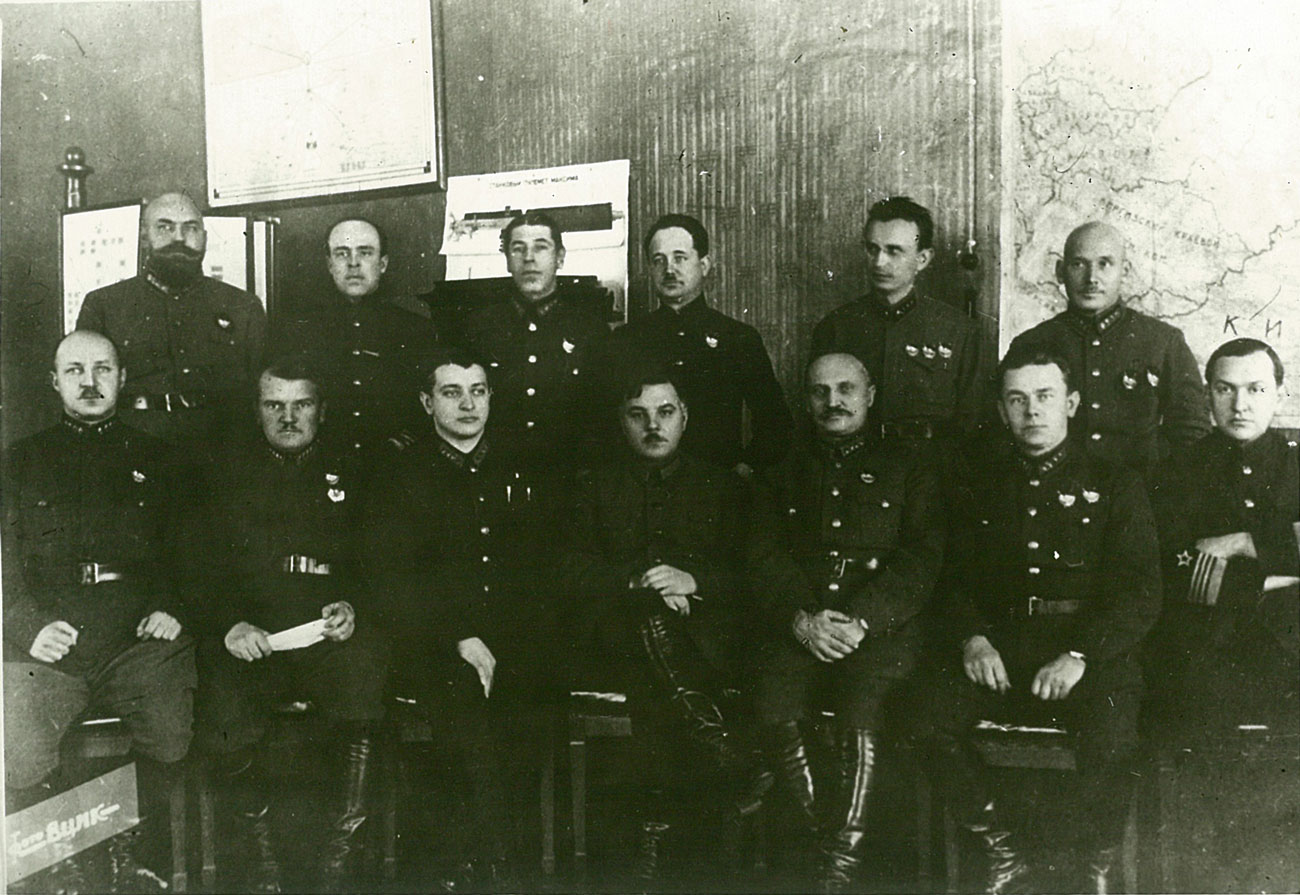
Uborewicz wśród innych wyższych dowódców radzieckich (1927 r., stoi drugi z prawej)

W 1924 r. był najpierw dowódcą 5 Armii (od lutego do czerwca), następnie od listopada zastępcą dowódcy ukraińskiego okręgu wojskowego i szefem jego sztabu. W lutym 1925 r. objął stanowisko dowódcy północnokaukaskiego okręgu wojskowego. W latach 1927–1928 przebywał w Niemczech na studiach w Wyższej Akademii Sztabu Generalnego. Po powrocie od 1928 do 1929 r. dowodził moskiewskim okręgiem wojskowym i od 1931 do 1937 r. – białoruskim okręgiem wojskowym. Od 1930 r. był również zastępcą komisarza spraw wojskowych i morskich. Był kandydatem na członka komitetu centralnego WKP (b) i członkiem Centralnego Komitetu Wykonawczego ZSRR.

### Aresztowanie i śmierć
29 maja 1937 r. został aresztowany przez NKWD i 11 czerwca postawiony przed Sądowym Trybunałem Specjalnym Sądu Najwyższego ZSRR, pod przewodnictwem Wasilija Ulricha, razem z siedmioma innymi dowódcami: Michaiłem Tuchaczewskim, Ioną Jakirem, Robertem Ejdemanem, Augustem Korkiem, Witowtem Putną, Witalijem Primakowem oraz Borisem Feldmanem (tzw. sprawa Tuchaczewskiego). Z zarzutu o udział w spisku wojskowym w Armii Czerwonej i przygotowaniach do obalenia władzy sowieckiej poprzez powstanie zbrojne i klęskę ZSRR w przyszłej wojnie (z art. 58 radzieckiego kodeksu karnego) wszyscy zostali skazani na śmierć. Został rozstrzelany następnego dnia. Ciało skremowano w krematorium na Cmentarzu Dońskim, prochy pochowano anonimowo (ob. mogiła zbiorowa nr 1). Proces pokazowy wywarł ogromne wrażenie w całym ZSRR, gdyż straceni oficerowie należeli do czołowych dowódców Armii Czerwonej, najsłynniejszych czerwonych dowódców okresu wojny domowej. Był to początek wielkiej czystki w Armii Czerwonej.
Represje dotknęły również rodzinę Uborewicza. Jego żonę Ninę aresztowano we wrześniu 1937 r., zaś w 1941 r. rozstrzelano, córka Władimira (ur. 1924) została skazana na pięcioletnie zesłanie. Brat Balis został aresztowany w 1941, po aneksji Litwy do ZSRR, i zesłany na Syberię, gdzie po roku zmarł. Pierwsza żona Uborewicza, Nadieżda z d. Dubinina, zmarła w 1920 r.
31 stycznia 1957 r. Ijeronim Uborewicz został zrehabilitowany.
Autor: Przygotowanie dowódców RChACz, wyd. Moskwa-Leningrad 1928; Operacyjno-taktyczne i lotnicze gry wojenne, wyd. Moskwa 1929.